# Венеційська система
Венеційська система — система класифікації природних вод за їхньою солоністю, прийнята на Міжнародному лімнологічному конгресі (Венеція, Італія, 1958).
Солоність води — загальна сума солей, що містяться у воді. Від сумарної кількості іонів хімічних елементів, що визначає солоність води, залежить осмотичний тиск у середовищі, до якого чутливі майже всі гідробіонти. Виражається в проміле (‰), тобто в десятих частках відсотка.
За Венеційською системою, природні води підрозділяються на прісні (до 0,5‰), міксогалінні, або солонуваті (0,5-30‰), еугалінні, або морські (30-40‰), і гіпергалінні, або пересолені (понад 40‰). Міксогалінні води підрозділяються, у свою чергу, на олігогалінні (0,5-5‰), мезогалінні (5-18‰) і полігалінні (18-30‰). До прісних водойм відносяться річки і більшість озер, до еугалінних — Світовий океан, до міксогалінних і гіпергалінних — деякі озера і окремі ділянки Світового океану.
На думку В. В. Хлєбовича (1974), солоність води близько 5-8‰, яка є універсальним бар'єром, при переході через який змінюється ряд істотних властивостей на різних рівнях біологічної інтеграції. Критична солоність тісно пов'язана з Законом мінімуму видів Ремане.

## Ресурси Інтернету
- Хлебович В. В. Экология особи. [недоступне посилання з червня 2019]